# Andriej Kolesnikow (wojskowy)
Andriej Borisowicz Kolesnikow (ros. Андрей Борисович Колесников; ur. 6 lutego 1977 w Oktiabrskoje w obwodzie woroneskim, zm. 11 marca 2022 na Ukrainie) – rosyjski generał major zabity podczas rosyjskiej inwazji na Ukrainę w 2022 roku.
Kolesnikow ukończył Kazańską Wyższą Szkołę Dowódczą Wojsk Pancernych (1999), Ogólnowojskową Akademię Sił Zbrojnych Federacji Rosyjskiej (2008) oraz Wojskową Akademię Sztabu Generalnego (2020). Awansowany do stopnia generała majora i mianowany w grudniu 2021 r. dowódcą 29 Armii Ogólnowojskowej Wschodniego Okręgu Wojskowego w Kraju Zabajkalskim. Brał udział w rosyjskiej inwazji na Ukrainę i zginął tam, według źródeł ukraińskich, 11 marca 2022 r. Przedstawiciele NATO potwierdzili, że rosyjski dowódca ze wschodniego okręgu wojskowego Rosji został trzecim rosyjskim generałem zabitym podczas działań wojennych, ale nie podali jego nazwiska.